# Uetze
Uetze – gmina samodzielna (niem. Einheitsgemeinde) w Niemczech, w kraju związkowym Dolna Saksonia, w związku komunalnym Region Hanower.

## Współpraca
Miejscowości partnerskie:
- Balatongyörök, Węgry
- Frohburg, Saksonia